# حاييم موشي
حاييم موشي (بالعبرية:  חיים משה) (بالأحرف اللاتينية Haim Moshe أو Chaim Moshe) مولود في إسرائيل في 20 سبتمبر/أيلول 1956 هو مغني إسرائيلي في موسيقى مزراحية اليهودية الشرقية. حاييم موشي من أصول يمنية يهودية. بالإضافة إلى العبرية، يغني بالعربية، والتركية واليونانية ومعروف في إسرائيل وبلدان الشرق الأوسط.

## روابط خارجية
- حاييم موشي على موقع IMDb (الإنجليزية)
- حاييم موشي على موقع ميوزك برينز (الإنجليزية)
- حاييم موشي على موقع أول ميوزيك (الإنجليزية)
- حاييم موشي على موقع ديسكوغز (الإنجليزية)